# (26223) Enari
(26223) Enari est un astéroïde de la ceinture principale.

## Description
(26223) Enari est un astéroïde de la ceinture principale. Il fut découvert le 3 décembre 1997 à Chichibu par Naoto Satō. Il présente une orbite caractérisée par un demi-grand axe de 2,92 UA, une excentricité de 0,11 et une inclinaison de 12,0° par rapport à l'écliptique.

## Compléments